# Antonio De Luca
Antonio De Luca CSsR (ur. 1 lipca 1956 w Torre del Greco) – włoski duchowny katolicki, biskup Teggiano-Policastro od 2012.

## Życiorys
Święcenia kapłańskie otrzymał 5 lipca 1981 w zakonie redemptorystów. Po święceniach został dyrektorem zakonnej szkoły. W latach 1990–1999 był prefektem kolegium w Colle Sant’Alfonso, a w kolejnych latach był przełożonym prowincji Kampania. W 2007 został prowikariuszem biskupim archidiecezji Neapolu ds. życia konsekrowanego.
26 listopada 2011 papież Benedykt XVI mianował go ordynariuszem diecezji Teggiano-Policastro. Sakry biskupiej udzielił mu 7 stycznia 2012 arcybiskup Neapolu - kardynał Crescenzio Sepe.